# Aiguille d'Argentière
A Agulha de Argentière - Aiguille d'Argentière em francês - é um montanha  do Maciço do Monte Branco, em França no departamentoRódano-Alpes e na Suíça, no cantão do Valais. A agulha é citada nos no 19 e 65 das 100 mais belas corridas de montanha.
A SW da agulha encontra-se o Glaciar do Milieu que se deve atravessar vindo do refúgio mais próximo, o Refúgio de Argentière. A inclinação nunca é inferior a 35 o e mesmo 45 na garganta a 3/4 da subida do glaciar.

## Ascensões
- 1864 - Primeira, a 15 de Jul. de 1864, por Edward Whymper e Anthony Adams Reilly e com os guias Michel Croz, Michel Payot . A via normal de subida parte do refúgio de Argentière, a (2771 m).
- 1967 - directa da face Nordeste por Heini Holzer.

A agulha apresenta várias normais a tal ponto que a Corredor Whymper de 1964 é menos utilizado do que a subida pelo  Glaciar do Milieu, pela facilidade da situação do Refúgio de Argentière - ver Imagens - que é acessível pelo teleférico da Agulha das Grandes Montets e a travessia do Glaciar de Argentière para se subir entre as duas arestas, Straton e do Jardin!
Além, da face Norte, a clássica de cotação D em 650 m, as arestas apreciadas são a Aresta NW, AD, 600m, a Aresta Straton, a Aresta do Jardin e a Aresta de Flecha Rousse.

## Imagens
- SummitPost: belas imagens, e com itinerários